# میتسوترو کودو
میتسوترو کودو (انگلیسی: Mitsuteru Kudo؛ زادهٔ ۲۳ اوت ۱۹۹۱) بازیکن فوتبال اهل ژاپن است.
از باشگاه‌هایی که در آن بازی کرده‌است می‌توان به باشگاه فوتبال کونسادول ساپورو اشاره کرد.